# ترجمات الإنجيل في العصور الوسطى

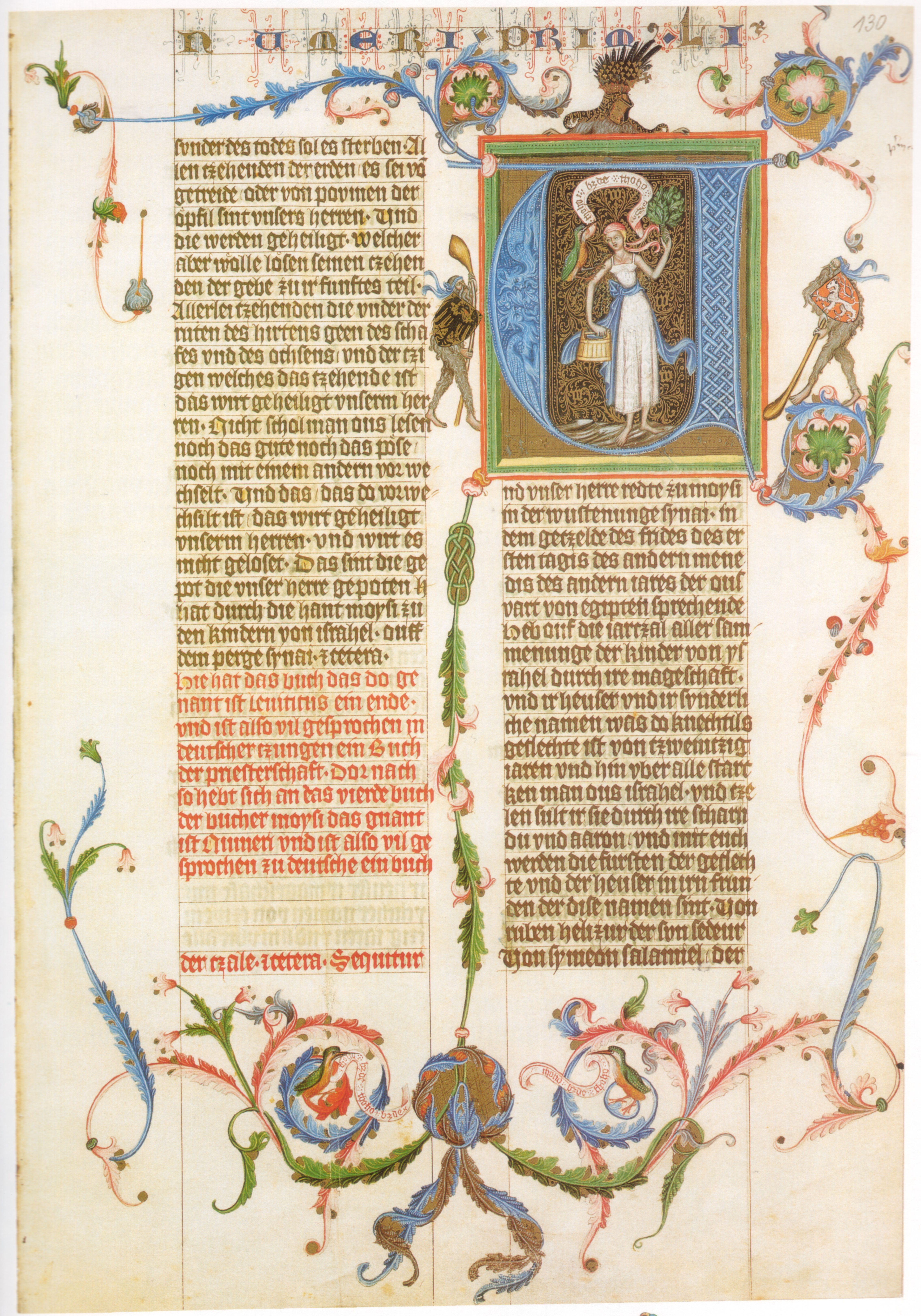
صورة من الكتاب المقدس وترجمات الإنجيل فى العصور الوسطى

تندر ترجمات الكتاب المقدس في مناقشات العصور الوسطى خلافًا للعصور القديمة المتأخرة، حين كانت اللغة المحلية العامية لغة الأناجيل المتاحة لمعظم المسيحيين. في سيرورة لوحظت في العديد من الأديان الأخرى، مع تغير اللغات، ومع سيطرة اللغات غير المدونة في أوروبا الغربية، بقيت الترجمات العامية سائدة، على الرغم من أنها أصبحت تدريجيًا لغات مقدسة، وغير مفهومة لغالبية السكان في العديد من الأماكن. في أوروبا الغربية، كانت الفولغاتا اللاتينية، وهي نفسها كانت ترجمة إلى العامية، النص المعتمد للإنجيل، وكانت الترجمات الكاملة أو الجزئية إلى اللغة العامية غير شائعة حتى أواخر العصور الوسطى والحقبة الحديثة المبكرة.

## ترجمات كلاسيكية وقديمة متأخرة

### نصوص ونسخ يونانية
في الأصل لم تكن الأناجيل مكتوبة باللغة اللاتينية. كان العهد القديم قد كُتب باللغة العبرية (مع كتابة بعض أجزائه باليونانية والآرامية) وكُتب العهد الجديد باليونانية. الترجمة السبعينية، وهي ما تزال مستخدمة في الكنيسة الأرثوذكسية اليونانية، هي ترجمة يهودية للعهد القديم إلى اليونانية العامية المختلطة أُتمت في القرن الأول قبل الميلاد في الإسكندرية من أجل اليهود الذين كانوا يتحدثون اليونانية كلغة أساسية.
لذلك كان الإنجيل المسيحي بأكمله متاحًا باليونانية العامية المختلطة بحلول عام 100 م تقريبًا، وكذلك كانت أيضًا العديد من الأناجيل المنحولة. استغرق تحديد الأناجيل التي توجب أن يشتمل عليها الكتاب المقدس اليوناني نحو قرنين آخرين، واستمرت بعض الفروقات بين الكنائس حتى يومنا هذا. اشتملت الترجمة السبعينية أيضًا على بعض الكتب التي لم تكن ضمن الإنجيل العبري، والتي قبلت بها الكنيسة نظرًا إلى أنها كانت مستخدمة في زمن المسيح ولأن المسيح كان قد اقتبس منها مباشرة أو\و أشار إليها في العهد الجديد.

### نسخ أخرى باكرة
تُرجم الإنجيل إلى لغات عديدة في العصور القديمة المتأخرة، ومن بين الترجمات الأكثر أهمية كانت تلك باللهجة السريانية للآراميين (بما في ذلك البيشيطا والإنجيل الرباعي المتفق عليه) واللغة الجعزية لأثيوبيا واللغة اللاتينية في أوروبا الغربية. كانت الترجمات اللاتينية الأولى تُعرف بشكل جمعي بفيتس لاتينا، ولكن في أواخر القرن الرابع، أعاد جيروم ترجمة النصوص اليونانية والعبرية إلى اللاتينية العامية التي كانت سائدة في زمنه، في نسخة عُرفت بالفولغاتا (بيبليا فولغاتا) (التي كانت تعني «النسخة الشائعة» بمعنى أنها كانت «شعبية»). حلت ترجمة جيروم تدريجيًا محل معظم النصوص اللاتينية الأقدم، وكفت بشكل تدريجي أيضًا عن كونها نسخة عامية مع تطور اللغة اللاتينية وانقسامها. المخطوطة الكاملة الأقدم المتبقية من الكتاب المقدس اللاتيني بأكمله هي كوديكس أمياتينوس، التي صدرت في إنجلترا القرن الثامن في دير مونكيرموث جارو المزدوج. ولذلك وبحلول نهاية العصور القديمة المتأخرة كان الكتاب المقدس متاحًا ومستخدمًا في جميع اللغات المكتوبة الرئيسية التي كان المسيحيون يتحدثونها.

### فيتوس لاتينا أو اللاتينية القديمة
استمر استخدام فيتوس لاتينا بصفته عمودًا فقريًا للكنيسة والشعائر الدينية حتى فترة ليست بالقصيرة من القرن الثاني عشر. ربما يكون المثال الأكتر اكتمالًا، وبالتأكيد أكبر الأمثلة الباقية هو كوديكس غيغاس، الذي يمكن مشاهدته بكليته على الإنترنت. يبدأ الكتاب المقدس الضخم، الموجود في مكتبة السويد الوطنية، بأسفار موسى الخمسة وينتهي بسفر الملوك الثالث.

### الفولغاتا اللاتينية أو تنقيح جيروم لفيتوس لاتينا
عند قراءة تنقيح جيروم، أو تحديثه لفيتوس لاتينا، جهارًا في كنائس شمال أفريقيا، اندلعت أعمال الشغب والاحتجاجات نظرًا إلى أن القراءات الجديدة –عطف العبارة- اختلفت عن القراءة الأكثر شيوعًا في فيتوس لاتينا. لم تكتسب الفولغاتا اللاتينية الخاصة بجيروم زخمًا كبيرًا بين الكنائس في الغرب حتى عهد شارلمان، حين سعى إلى توحيد المخطوطات والنصوص والطقوس ضمن العالم المسيحي الغربي.

## الترجمات العامية المبكرة في العصور الوسطى
خلال عصر الهجرات انتشرت المسيحية إلى شعوب متنوعة لم تكن تشكل جزءًا من الإمبراطورية الرومانية القديمة، والذي لم يمكن ثمة شكل مكتوب للغتهم بعد، أو لم يكن لها سوى شكل مبسط، كالأبجدية الرونية. عادة ما كانت الكنيسة نفسها أول من حاول صياغة هذه اللغات بشكل مكتوب، وغالبا ما كانت ترجمات الكتاب المقدس أقدم النصوص الباقية في هذه اللغات المكتوبة حديثًا. في هذه الأثناء، كانت اللاتينية تتطور إلى أشكال إقليمية مميزة وجديدة، وهي النسخ المبكرة من اللغات الرومانسية، والتي باتت الترجمات الجديدة لها ضرورة في نهاية المطاف. وعلى الرغم من ذلك، بقيت الفولغاتا نصًا سلطويًا استُخدم في كافة أنحاء الغرب للمنح والشعائر الدينية نظرًا إلى أن التطور المبكر للغات الرومانسية لم ينضج تمامًا، ولم يكن يجاري استخدامه المستمر لأهداف أخرى كالأدب الديني ومعظم الكتب والوثائق الدنيوية. في العصور الوسطى المبكرة، غالبًا ما كان بإمكان أي فرد قادر على القراءة أن يقرأ اللاتينية، حتى في إنجلترا الأنغلوساكسونية، حيث كانت الكتابة باللغة العامية (الإنجليزية القديمة) أكثر شيوعًا من أي مكان آخر. بقي موجودًا عدد من ترجمات الإنجليزية القديمة للإنجيل تعود إلى عصر ما قبل الإصلاح الديني، كما بقي موجودًا أيضًا العديد من حالات التفسير باللغة العامية، ولا سيما في الأناجيل والمزامير. مع مرور الوقت، صدرت ترجمات وتكييفات إنجيلية ضمن الكنيسة وخارجها، كان بعضها نسخًا شخصية لطبقة النبلاء الدينية أو العادية، وبعضها الآخر كان لغايات تربوية أو شعائرية.

## إنوسنت الثالث الحركات «الهرطوقية» و«الخلافات حول الترجمة»
اختلفت مواقف الكنيسة تجاه الترجمات المكتوبة وتجاه استخدام العامية في القداس باختلاف الترجمة والتاريخ والمكان. مثلًا، في حين أن أعمال سان غال تحتوي على إشارة إلى استخدام مترجم عام في القداس في وقت مبكر من القرن السابع، واعتراف مجلس تورز 813 بالحاجة إلى ترجمة وتشجيعه لها، في عام 1079 طلب دوق بوهيميا فراتيسلاوس الثاني من البابا غريغوري السابع بأن يسمح له باستخدام ترجمات الشعائر الدينية للكنيسة السلافية القديمة، الأمر الذي لم يوافق عليه غريغوري السابع. 
في القرنين الثاني عشر والثالث عشر، كان الطلب على الترجمات العامية يأتي من مجموعات خارج الكنيسة الكاثوليكية الرومانية، كولدينيسية والكاثار. من المحتمل أن هذا كان مرتبطًا بالتوسع الحضري المتزايد في القرن الثاني عشر، وكذلك أيضًا بالتعليم المتزايد بين السكان الحضريين المتعلمين.
في بعض الأحيان تُتخذ مجموعة شهيرة من الرسائل من البابا إنوسنت الثالث إلى أبرشية ميتز، حيث كانت الفالدنسيون ناشطين، من قبل بعض باحثي ما بعد الإصلاح الديني كدليل على أن ترجمات الإنجيل كان محظورة من قبل الكنيسة، ولا سيما مع دمج رسالة البابا إنوسنت الأولى ضمن القانون الكنسي في وقت لاحق.
كان لدراسة مارغريت دينيسلي لهذه المسألة في عام 1920 أثر في الحفاظ على هذه الفكرة لسنوات عديدة، غير أن الباحثين طعنوا في وقت لاحق في استنتاجاتها. خلافًا لذلك، حاجج ليونارد بويل بان إنوسنت لم يكن معنيًا بشكل خاص بالترجمات، بل باستخدامها من قبل واعظين غير مرخص لهم وغير متعلمين. «في الواقع ليس ثمة أدنى تلميح إلى أن إنوسنت تحدث بأي شكل من الأشكال، بشكل افتراضي أم لا، عن قمع الترجمات». قال المؤرخ ألبريك من توا فونتان من القرن الثالث عشر أن الترجمات كانت قد دُفنت في ميتز في عام 1200، وفسر دينيسلي ذلك على أنه يعني أن إنوسنت كان قد طلب ذلك في رسائله العائدة إلى العام السابق، إلا أن بويل لم يشر فعليا في أي من رسائله إلى منع للترجمات.